# Николаевка (Михайловский сельсовет)
Николаевка (баш. Николаевка) — упразднённый в 2005 году посёлок Михайловского сельсовета Аургазинского района Республики Башкортостан.

## История
Закон «О внесении изменений в административно-территориальное устройство Республики Башкортостан в связи с образованием, объединением, упразднением и изменением статуса населённых пунктов, переносом административных центров» от 20 июля 2005 года № 211-з., ст.1 гласил:

4. Упразднить следующие населённые пункты:
4) в Аургазинском районе:

в) посёлок Николаевка Михайловского сельсовета

## География
Находился возле реки Коранелга

### Географическое положение
Расстояние до (на 1 января 1969):
- районного центра (Толбазы): 17 км,
- центра сельсовета (Михайловка): 4 км,
- ближайшей железнодорожной станции (Белое Озеро): 47 км.

## Население
На 1 января 1969 года проживали 140 человек; преимущественно мордва (Башкирская АССР: административно-территориальное деление на 1 января 1969 года. — Изд. 5-е. — Уфа: Башкирское книжное издательство, 1969. С.45).